# 딜레마 (ecosystem의 노래)
「딜레마」(ジレンマ)는 일본의 밴드, ecosystem의 음악으로, 첫 번째 싱글이다. 2011년 11월 30일에 SME Records에서 발매되었다.

## 해설
밴드의 메이저 데뷔 싱글로, 표제곡은 애니메이션 "은혼'"의 오프닝 테마로 사용되었다. 통상판과 기간한정생산판(은혼판)의 2가지 형태로 발매되었고, 은혼판에는 은혼의 주인공, 사카타 긴토키가 프린트되어 있는 슬리브 케이스가 부속되어 있다.

## 수록곡
- 전곡 작사・작곡: 츠보사카 메구미 편곡: ecosystem・TOMI YO

1. 딜레마 [3:59]
TV 도쿄 계열 애니메이션 "銀魂'" 제 2기[注 1] 오프닝 테마.[注 2]
2011년 10월 3일부터 오프닝 테마로 사용되었다.[2]
2. 밤의 거리 [4:07]
3. 망상 기생 [3:57]

### 내용주
1. ↑  第1シーズンからの通算では、第10期
2. ↑  2011年10月3日 - 12月26日放送分、第236話（11月28日放送分）では、エンディングとして使用された。

### 참조주
1. ↑  “大阪発男女混合バンドecosystemデビュー曲が「銀魂」オープニング曲に決定”. 《MUSICMAN-NET》. 2010年9月12日. 2011年11月28日에 확인함. [깨진 링크(과거 내용 찾기)]
2. ↑  “【着うた&イベント情報】「ジレンマ」着うた(R)は10月3日より配信スタート!”. 2012년 12월 27일에 원본 문서에서 보존된 문서. 2013년 5월 29일에 확인함.